# Gilbert John Arrow
Pour les articles homonymes, voir Arrow.
Gilbert John Arrow est un  entomologiste britannique, né le 20 décembre 1873 à Londres et mort le 5 octobre 1948 dans cette même ville.
Après avoir passé cinq ans dans un bureau d’architecture, il entre en 1896 au musée d'histoire naturelle de Londres où il devient conservateur au département d’entomologie.